# Schönborn (Rhein-Lahn-Kreis)
Schönborn (Rhein-Lahn-Kreis) este o comună din landul Renania-Palatinat, Germania. Se află la o altitudine de 320 m deasupra nivelului mării. Are o suprafață de 11,71 km². Populația este de 703 locuitori, determinată în 31 decembrie 2023, prin actualizare statistică[*].